# Eupristina belgaumensis
Eupristina belgaumensis är en stekelart som beskrevs av Joseph 1954. Eupristina belgaumensis ingår i släktet Eupristina och familjen fikonsteklar. Inga underarter finns listade i Catalogue of Life.